# Seznam archivů v Srbsku
V Srbsku se nachází následující archivy:
- Státní archiv Srbska, založený roku 1900
- Archiv Vojvodiny, provozovaný autonomní oblastí Vojvodina
- Archiv Kosova a Metochie (dnes kosovský archiv)

Na regionální úrovni se nacházejí další instituce, zařazené do tzv. Archivní sítě Srbska:
- Historický archiv 31. leden Vranje
- Historický archiv Bela Crkva
- Historický archiv Bělehradu
- Historický archiv Kikinda
- Historický archiv Kraljevo
- Historický archiv Kruševac
- Historický archiv Leskovac
- Historický archiv Negotin
- Historický archiv Niš
- Historický archiv Novi Pazar
- Historický archiv Novi Sad
- Historický archiv Pančevo
- Historický archiv Pirot
- Historický archiv Požarevac
- Historický archiv Prokuplje
- Historický archiv Senta
- Historický archiv Smederevo
- Historický archiv Sombor
- Historický archiv Sremu Sremska Mitrovica
- Historický archiv Středního Pomoraví Jagodina
- Historický archiv Subotica
- Historický archiv Šumadije
- Historický archiv Timocké krajiny Zaječar
- Historický archiv Užice
- Historický archiv Zrenjanin
- Meziopštinský historický archiv Čačak
- Meziopštinský historický archiv Šabac
- Meziopštinský historický archiv Valjevo

Další archivy, které nespadají do Archivní sítě Srbska
- Archiv Jugoslávie, který schraňuje dokumenty a písemnosti z období existence SFRJ
- Archiv Národní banky Srbska
- Archiv SANU
- Archiv Jugoslávské kinotéky
- Archiv SANU ve Sremských Karlovcích
- Audiovizuální archiv a centrum pro digitalizaci SANU
- Archiv ministerstva obrany Republiky Srbsko